# Trans-3-Methyl-2-hexensäure
trans-3-Methyl-2-hexensäure ist eine kurzkettige Fettsäure. Sie hat einen ziegenähnlichen Geruch. Zeitweise nahm man an, das Auftreten des Geruchs als Anzeichen für Schizophrenie verwenden zu können. Spätere erneute Prüfungen konnten dies nicht bestätigen. Es gibt jedoch Hinweise, dass die Kranken solche Gerüche schwächer wahrnehmen als normale Menschen.

## Vorkommen
trans-3-Methyl-2-hexensäure kommt zusammen mit der isomeren cis-Form cis-3-Methyl-2-hexensäure im Vaginalsekret von Rhesusaffen vor. Sie ist auch eine Leitkomponente von Achselschweiß.

## Gewinnung und Darstellung
trans-3-Methyl-2-hexensäure kann durch die Dehydrierung und Hydrolyse von Ethyl-3-hydroxy-3-methylhexanoat synthetisiert werden, das wiederum durch die Reformatzki-Reaktion von Ethylbromacetat und 2-Pentanon hergestellt werden kann.